# 滇缅花楸
滇缅花楸（学名：Sorbus thomsonii）为蔷薇科花楸属的植物。分布在缅甸、不丹、印度以及中国大陆的云南、四川等地，生长于海拔1,500米至2,800米的地区，一般生于峡谷湿润的杂木林中，目前尚未由人工引种栽培。